# Dirck Volckertszoon Coornhert

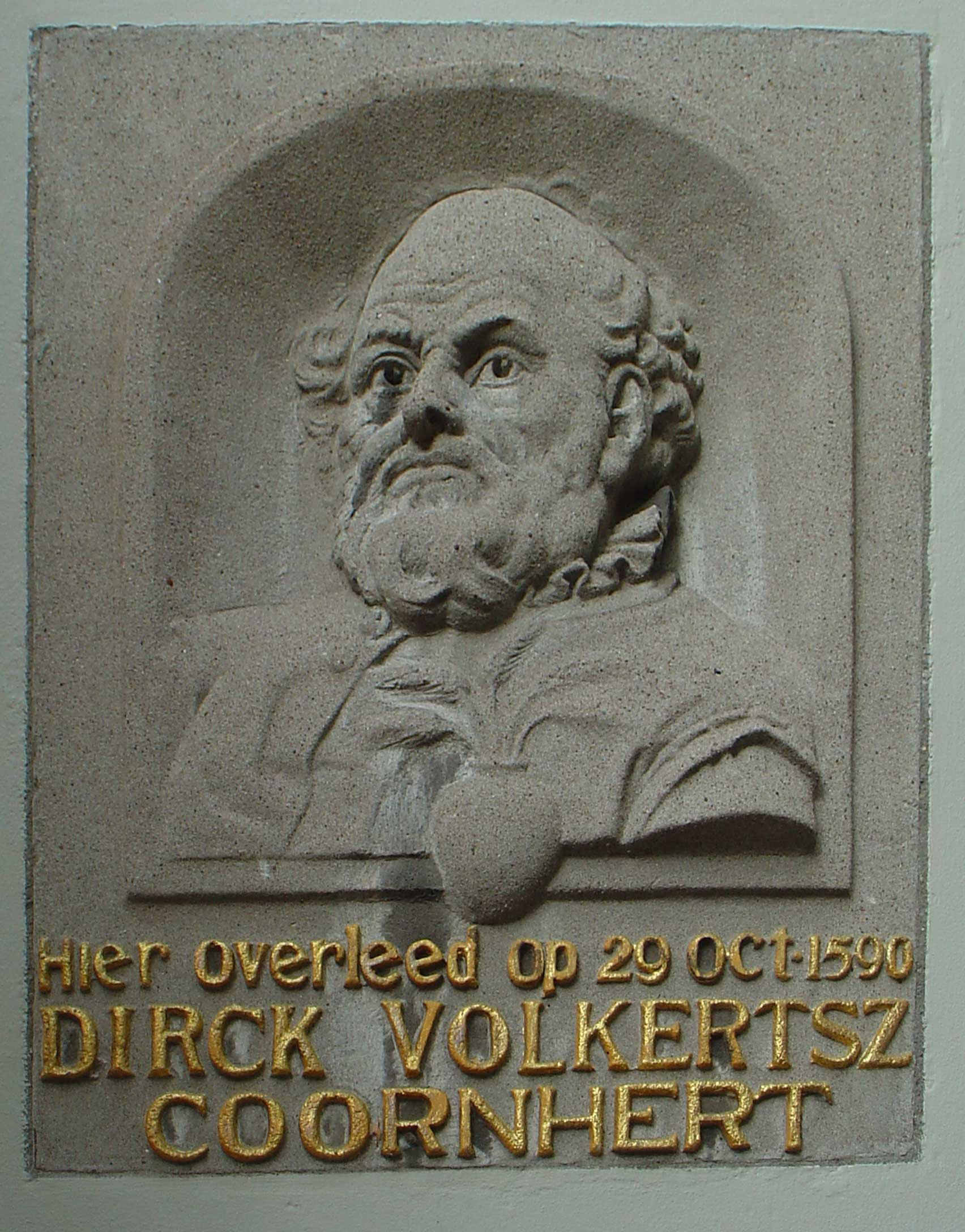
Lapide in memoria di Coornhert a Gouda

Dirck Volkertszoon Coornhert (Amsterdam, 1522 – Gouda, 29 ottobre 1590) è stato un versatile artista olandese, scienziato, teologo, musicista e prolifico saggista.

## Biografia

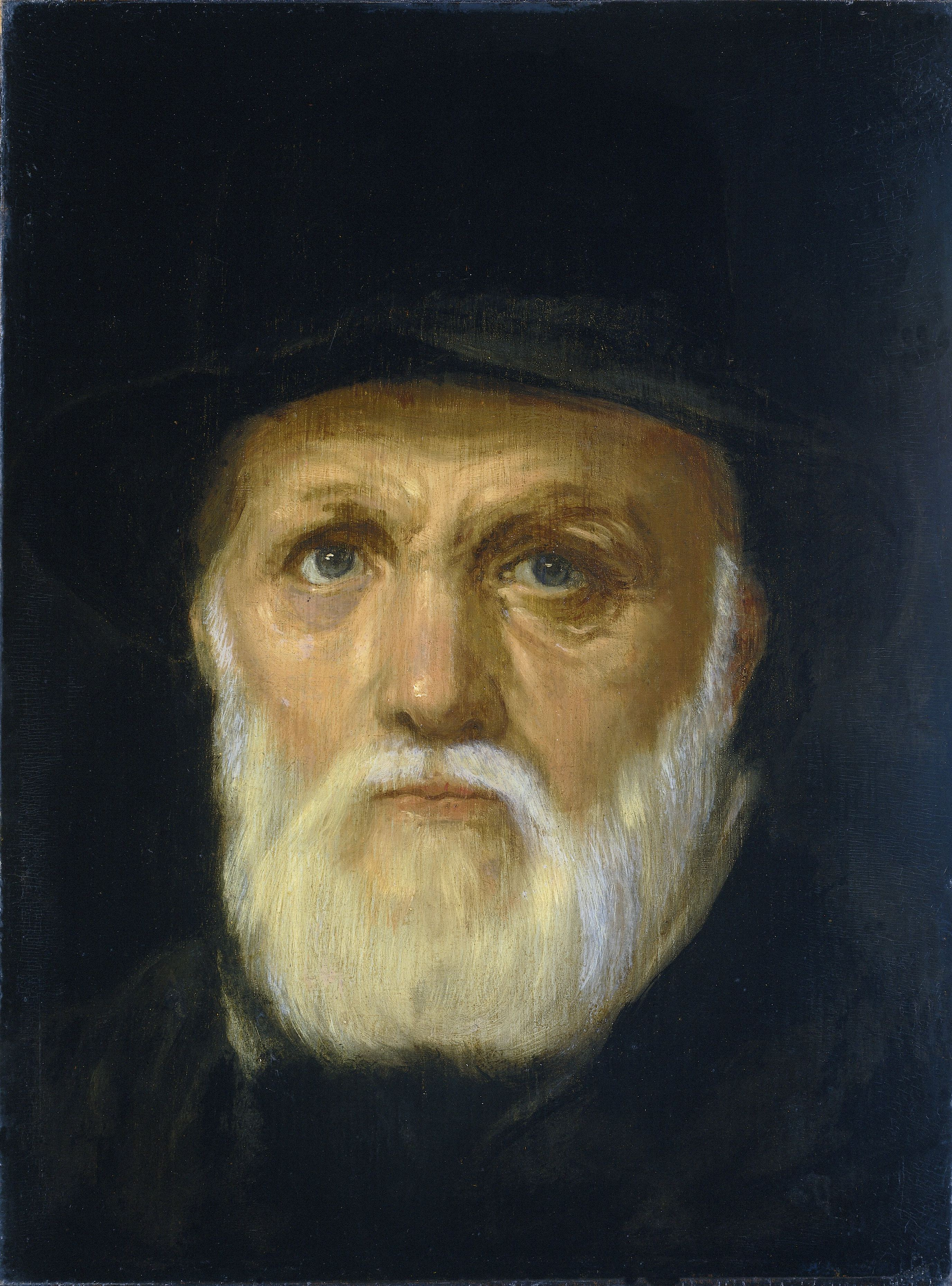
Ritratto di Coornhert, dipinto da Cornelis van Haarlem

Dirck Volkertszoon Coornhert nacque ad Amsterdam. Dopo aver viaggiato in Spagna e in Italia, si stabilì ad Haarlem. I suoi genitori non erano d'accordo con la sua scelta di sposare Cornelia (Neeltje) Simons e per questo lo diseredarono. Per molti anni Coornhert si guadagnò da vivere come incisore. Realizzò molte incisioni pregevoli e furono suoi allievi Cornelis Cort e Hendrick Goltzius. Praticava la scherma, suonava il flauto e il liuto, scriveva poesie (alcuni lo ritengono autore dell'inno nazionale olandese, Het Wilhelmus). Fu anche drammaturgo. In tarda età imparò il latino per poter leggere in lingua gli scritti dei Padri della Chiesa e così poté tradurre dal latino l'Odissea (originariamente scritta in greco).
In seguito diventò notaio e nel 1564 fu segretario del Collegio di borgomastri di Haarlem. Conobbe il principe Guglielmo d'Orange, che guidò la rivolta contro Filippo II. Questa amicizia lo rese un uomo inviso e sospetto. Dopo la Beeldenstorm ("furia iconoclasta") fu processato dal Consiglio dei torbidi (tribunale speciale istituito dal duca d'Alba per punire i rivoltosi) e imprigionato nel carcere Gevangenpoort dell'Aia fino al 1567. Nel 1568 fuggì in Germania, da dove tornò nel 1573. Ricoprì per tre mesi la carica di segretario degli Stati di Olanda e Frisia Occidentale e poi dovette fuggire di nuovo in Germania. Lì visse in esilio per dieci anni, quindi tornò ad Haarlem, dove per molti anni esercitò la professione di notaio.
I suoi molti scritti nel campo della teologia, della morale, del diritto penale e pubblico sono scritti in olandese invece che in latino. In questo modo Coornhert ha contribuito molto all'arricchimento e al miglioramento della lingua olandese. Però per questo motivo è meno conosciuto a livello internazionale rispetto a Erasmo da Rotterdam, con il quale Coornhert può competere in importanza.
Coornhert  può essere considerato un importante, anche se sottovalutato, versatile, illuminato, tollerante pensatore umanista e saggista. Poteva lavorare dalle 4 della mattina alle 10 di sera all'enorme quantità delle sue pubblicazioni (libri, pamphlet, corrispondenza), tutti basati su studi approfonditi. Per lui dormire era solo un male necessario.
Coornhert proveniva da una famiglia cattolica ma si opponeva con forza alle pratiche di persecuzione degli eretici. Dovette fuggire più volte a causa della sua inclinazione anti-cattolica. Fu esiliato anche dalle autorità e dai pastori calvinisti. Verso la fine della sua vita fuggì da Delft a Gouda, dove c'era un governo più tollerante, con conseguente libertà di stampa e una predicazione molto liberale dal pulpito della chiesa Sint-Janskerk. Lo stampatore di libri Jasper Trounay fu forse il motivo per cui Coornhert scelse Gouda, infatti Trounay aveva già stampato alcuni suoi libri. Durante la sua permanenza a Gouda, Trounay stampò tutti i suoi libri e tutte le sue pubblicazioni.  
Coornhert influenzò Guglielmo d'Orange, che condivideva le sue idee in materia di tolleranza religiosa e libertà di culto.
Coornhert morì a Gouda il 29 ottobre 1590 e fu sepolto nella chiesa Sint-Janskerk. Sulla facciata del municipio di Gouda c'è una lapida in sua memoria.